# پتی شپرد
پتی شپرد (انگلیسی: Patty Shepard؛ ‏ ۱ اکتبر ۱۹۴۵ – ۳ ژانویهٔ ۲۰۱۳) بازیگر اهل ایالات متحده آمریکا بود.

## گزیده فیلم‌شناسی
از فیلم‌ها یا برنامه‌های تلویزیونی که وی در آن نقش داشته‌است می‌توان به آثار زیر اشاره کرد:
- در غیر این صورت عصبانی میشیم
- شهر سوخته
- بیست گام تا مرگ
- لاکی مرموز
- آنجا که خورشید نمی‌تابد
- قاتلان ویژه